# Ronde van Spanje 2013/Startlijst
Hier een volledige lijst met deelnemers aan de Ronde van Spanje 2013.

## Overzicht

### Team Movistar
| rugnummer | renner              | prestaties deze ronde | opmerkingen        | eindklassering |
| --------- | ------------------- | --------------------- | ------------------ | -------------- |
| 1         | Alejandro Valverde  |                       |                    | 3              |
| 2         | Eros Capecchi       |                       |                    | 24             |
| 3         | Imanol Erviti       |                       |                    | 102            |
| 4         | José Iván Gutiérrez |                       |                    | 119            |
| 5         | José Herrada        |                       |                    | 12             |
| 6         | Beñat Intxausti     |                       |                    | 87             |
| 7         | Pablo Lastras       |                       | Opgave: 13e etappe | DNF            |
| 8         | Javier Moreno       |                       |                    | 76             |
| 9         | Sylwester Szmyd     |                       |                    | 45             |

### AG2R-La Mondiale
| rugnummer | renner             | prestaties deze ronde | opmerkingen              | eindklassering |
| --------- | ------------------ | --------------------- | ------------------------ | -------------- |
| 11        | Domenico Pozzovivo |                       |                          | 6              |
| 12        | Julien Bérard      |                       |                          | 94             |
| 13        | Carlos Betancur    |                       |                          | 126            |
| 14        | Steve Chainel      |                       | Opgave: 14e etappe       | DNF            |
| 15        | Mikaël Cherel      |                       |                          | 56             |
| 16        | Ben Gastauer       |                       |                          | 65             |
| 17        | Lloyd Mondory      |                       |                          | 114            |
| 18        | Matteo Montaguti   |                       | Niet gestart: 11e etappe | DNS            |
| 19        | Rinaldo Nocentini  |                       |                          | 53             |

### Argos-Shimano
| rugnummer | renner                      | prestaties deze ronde      | opmerkingen        | eindklassering |
| --------- | --------------------------- | -------------------------- | ------------------ | -------------- |
| 21        | Nikias Arndt                |                            |                    | 136            |
| 22        | Warren Barguil              | Winnaar: 13e en 16e etappe |                    | 38             |
| 23        | Johannes Fröhlinger         |                            |                    | 59             |
| 24        | Thierry Hupond              |                            | Opgave: 20e etappe | DNF            |
| 25        | Reinardt Janse van Rensburg |                            |                    | 98             |
| 26        | Thomas Peterson             |                            |                    | 116            |
| 27        | Georg Preidler              |                            |                    | 36             |
| 28        | Ramon Sinkeldam             |                            | Opgave: 14e etappe | DNF            |
| 29        | Tom Stamsnijder             |                            |                    | 137            |

### Astana Pro Team
| rugnummer | renner             | prestaties deze ronde               | opmerkingen        | eindklassering |
| --------- | ------------------ | ----------------------------------- | ------------------ | -------------- |
| 31        | Vincenzo Nibali    |                                     |                    | 2              |
| 32        | Janez Brajkovič    | Strijdlustigste renner: 1e etappe   |                    | 26             |
| 33        | Jakob Fuglsang     |                                     |                    | 29             |
| 34        | Andrij Hryvko      |                                     |                    | 101            |
| 35        | Maksim Iglinski    |                                     | Opgave: 19e etappe | DNF            |
| 36        | Tanel Kangert      |                                     |                    | 11             |
| 37        | Paolo Tiralongo    |                                     |                    | 51             |
| 38        | Alessandro Vanotti |                                     |                    | 113            |
| 39        | Andrej Zejts       |                                     |                    | 81             |
|           |                    | Winnaar: 1e etappe (Ploegentijdrit) |                    |                |

### Belkin Pro Cycling
| rugnummer | renner             | prestaties deze ronde | opmerkingen        | eindklassering |
| --------- | ------------------ | --------------------- | ------------------ | -------------- |
| 41        | Bauke Mollema      | Winnaar: 17e etappe   |                    | 52             |
| 43        | Graeme Brown       |                       | Opgave: 15e etappe | DNF            |
| 44        | Stef Clement       |                       | Opgave: 13e etappe | DNF            |
| 45        | Juan Manuel Gárate |                       |                    | 71             |
| 46        | Luis León Sánchez  |                       | Opgave: 14e etappe | DNF            |
| 47        | David Tanner       |                       |                    | 106            |
| 48        | Laurens ten Dam    |                       | Opgave: 13e etappe | DNF            |
| 49        | Robert Wagner      |                       |                    | 123            |

### BMC Racing Team
| rugnummer | renner           | prestaties deze ronde | opmerkingen              | eindklassering |
| --------- | ---------------- | --------------------- | ------------------------ | -------------- |
| 51        | Philippe Gilbert | Winnaar: 12e etappe   | Opgave: 15e etappe       | DNF            |
| 52        | Yannick Eijssen  |                       |                          | 83             |
| 53        | Martin Kohler    |                       |                          | 66             |
| 54        | Sebastian Lander |                       | Niet gestart: 13e etappe | DNS            |
| 55        | Klaas Lodewyck   |                       |                          | 120            |
| 56        | Dominik Nerz     |                       |                          | 14             |
| 57        | Marco Pinotti    |                       | Niet gestart: 12e etappe | DNS            |
| 58        | Ivan Santaromita |                       |                          | 48             |
| 59        | Danilo Wyss      |                       |                          | 72             |

### Caja Rural
| rugnummer | renner                     | prestaties deze ronde                             | opmerkingen              | eindklassering |
| --------- | -------------------------- | ------------------------------------------------- | ------------------------ | -------------- |
| 61        | David Arroyo               | Strijdlustigste renner: 20e etappe                |                          | 13             |
| 62        | Francisco Javier Aramendia | Strijdlustigste renner: 7e, 9e, 17e en 21e etappe |                          | 118            |
| 63        | André Cardoso              |                                                   |                          | 16             |
| 64        | Fabricio Ferrari           | Strijdlustigste renner: 12e etappe                |                          | 121            |
| 65        | Marcos García              |                                                   |                          | 75             |
| 66        | Francesco Lasca            |                                                   |                          | 140            |
| 67        | Antonio Piedra             | Strijdlustigste renner: 5e en 8e etappe           |                          | 109            |
| 68        | Amets Txurruka             |                                                   |                          | 25             |
| 69        | Ivan Velasco               |                                                   | Niet gestart: 11e etappe | DNS            |

### Cannondale Pro Cycling Team
| rugnummer | renner                  | prestaties deze ronde                         | opmerkingen        | eindklassering |
| --------- | ----------------------- | --------------------------------------------- | ------------------ | -------------- |
| 71        | Ivan Basso              |                                               | Opgave: 14e etappe | DNF            |
| 72        | Guillaume Boivin        |                                               | Opgave: 10e etappe | DNF            |
| 73        | Tiziano Dall'Antonia    |                                               |                    | 111            |
| 74        | Lucas Sebastián Haedo   |                                               |                    | 139            |
| 75        | Paolo Longo Borghini    |                                               |                    | 89             |
| 76        | Maciej Paterski         |                                               |                    | 54             |
| 77        | Daniele Ratto           | Winnaar en strijdlustigste renner: 14e etappe |                    | 95             |
| 78        | Cayetano José Sarmiento |                                               |                    | 57             |
| 79        | Cameron Wurf            |                                               |                    | 99             |

### Cofidis
| rugnummer | renner            | prestaties deze ronde             | opmerkingen        | eindklassering |
| --------- | ----------------- | --------------------------------- | ------------------ | -------------- |
| 81        | Jérôme Coppel     |                                   |                    | 40             |
| 82        | Yoann Bagot       |                                   |                    | 21             |
| 83        | Cyril Bessy       |                                   | Opgave: 14e etappe | DNF            |
| 84        | Nicolas Edet      | Strijdlustigste renner: 4e etappe |                    | 104            |
| 85        | Luis Ángel Maté   |                                   |                    | 42             |
| 86        | Adrien Petit      |                                   |                    | 130            |
| 87        | Stéphane Poulhiès |                                   |                    | 138            |
| 88        | Nico Sijmens      |                                   |                    | 78             |
| 89        | Romain Zingle     |                                   |                    | 91             |

### Euskaltel-Euskadi
| rugnummer | renner         | prestaties deze ronde              | opmerkingen | eindklassering |
| --------- | -------------- | ---------------------------------- | ----------- | -------------- |
| 91        | Samuel Sánchez |                                    |             | 8              |
| 92        | Igor Antón     |                                    |             | 20             |
| 93        | Jorge Azanza   |                                    |             | 90             |
| 94        | Mikel Landa    |                                    |             | 39             |
| 95        | Egoi Martínez  | Strijdlustigste renner: 18e etappe |             | 30             |
| 96        | Mikel Nieve    |                                    |             | 23             |
| 97        | Juan Jose Oroz |                                    |             | 46             |
| 98        | Pablo Urtasun  | Strijdlustigste renner: 3e etappe  |             | 122            |
| 99        | Gorka Verdugo  |                                    |             | 63             |

### FDJ.fr
| rugnummer | renner            | prestaties deze ronde                         | opmerkingen        | eindklassering |
| --------- | ----------------- | --------------------------------------------- | ------------------ | -------------- |
| 101       | Thibaut Pinot     |                                               |                    | 7              |
| 102       | Arnaud Courteille |                                               |                    | 132            |
| 103       | Kenny Elissonde   | Winnaar: 20e etappe                           |                    | 33             |
| 104       | Alexandre Geniez  | Winnaar en strijdlustigste renner: 15e etappe |                    | 47             |
| 105       | Laurent Mangel    |                                               | Opgave: 13e etappe | DNF            |
| 106       | Cédric Pineau     |                                               |                    | 103            |
| 107       | Anthony Roux      |                                               |                    | 34             |
| 108       | Geoffrey Soupe    |                                               | Opgave: 12e etappe | DNF            |
| 109       | Jussi Veikkanen   |                                               | Opgave: 18e etappe | DNF            |

### Team Garmin-Sharp
| rugnummer | renner                    | prestaties deze ronde             | opmerkingen             | eindklassering |
| --------- | ------------------------- | --------------------------------- | ----------------------- | -------------- |
| 111       | Daniel Martin             |                                   | Niet gestart: 8e etappe | DNS            |
| 112       | Caleb Fairly              |                                   |                         | 112            |
| 113       | Tyler Farrar              |                                   |                         | 124            |
| 114       | Koldo Fernández de Larrea |                                   | Niet gestart: 2e etappe | DNS            |
| 115       | Alex Howes                |                                   |                         | 93             |
| 116       | Michel Kreder             |                                   | Opgave: 14e etappe      | DNF            |
| 117       | Nick Nuyens               |                                   | Opgave: 14e etappe      | DNF            |
| 118       | Alex Rasmussen            | Strijdlustigste renner: 2e etappe |                         | 134            |
| 119       | Johan Vansummeren         |                                   |                         | 88             |

### Katjoesja
| rugnummer | renner             | prestaties deze ronde    | opmerkingen        | eindklassering |
| --------- | ------------------ | ------------------------ | ------------------ | -------------- |
| 121       | Joaquim Rodríguez  | Winnaar: 19e etappe      |                    | 4              |
| 122       | Giampaolo Caruso   |                          |                    | 49             |
| 123       | Vladimir Gusev     |                          |                    | 62             |
| 124       | Vladimir Isajtsjev |                          |                    | 131            |
| 125       | Dmitri Kozontsjoek |                          |                    | 92             |
| 126       | Alberto Losada     |                          | Opgave: 10e etappe | DNF            |
| 127       | Daniel Moreno      | Winnaar: 4e en 9e etappe |                    | 10             |
| 128       | Luca Paolini       |                          |                    | 107            |
| 129       | Angel Vicioso      |                          |                    | 80             |

### Lampre-Merida
| rugnummer | renner                    | prestaties deze ronde              | opmerkingen        | eindklassering |
| --------- | ------------------------- | ---------------------------------- | ------------------ | -------------- |
| 131       | Michele Scarponi          | Strijdlustigste renner: 13e etappe |                    | 15             |
| 132       | Winner Anacona            |                                    |                    | 105            |
| 133       | Matteo Bono               |                                    |                    | 143            |
| 134       | Luca Dodi                 |                                    |                    | 129            |
| 135       | Massimo Graziato          |                                    |                    | 144            |
| 136       | Manuele Mori              |                                    |                    | 70             |
| 137       | Maximiliano Ariel Richeze |                                    |                    | 141            |
| 138       | Simone Stortoni           |                                    | Opgave: 15e etappe | DNF            |
| 139       | Diego Ulissi              |                                    |                    | 32             |

### Lotto-Belisol
| rugnummer | renner              | prestaties deze ronde | opmerkingen              | eindklassering |
| --------- | ------------------- | --------------------- | ------------------------ | -------------- |
| 141       | Bart De Clercq      |                       | Opgave: 10e etappe       | DNF            |
| 142       | Francis De Greef    |                       |                          | 41             |
| 143       | Adam Hansen         |                       |                          | 60             |
| 144       | Gregory Henderson   |                       | Opgave: 14e etappe       | DNF            |
| 145       | Vicente Reynes      |                       | Niet gestart: 13e etappe | DNS            |
| 146       | Jurgen Van De Walle |                       | Opgave: 14e etappe       | DNF            |
| 147       | Tosh Van der Sande  |                       |                          | 127            |
| 148       | Jelle Vanendert     |                       | Opgave: 14e etappe       | DNF            |
| 149       | Dennis Vanendert    |                       |                          | 108            |

### Team NetApp-Endura
| rugnummer | renner           | prestaties deze ronde | opmerkingen        | eindklassering |
| --------- | ---------------- | --------------------- | ------------------ | -------------- |
| 151       | Leopold König    | Winnaar: 8e etappe    |                    | 9              |
| 152       | Jan Bárta        |                       |                    | 96             |
| 153       | Iker Camaño      |                       |                    | 67             |
| 154       | David de la Cruz |                       | Opgave: 13e etappe | DNF            |
| 155       | Zakkari Dempster |                       |                    | 133            |
| 156       | Bartosz Huzarski |                       |                    | 35             |
| 157       | José João Mendes |                       |                    | 22             |
| 158       | Daniel Schorn    |                       | Opgave: 15e etappe | DNF            |
| 159       | Paul Voss        |                       |                    | 68             |

### Omega Pharma-Quick Step
| rugnummer | renner                   | prestaties deze ronde             | opmerkingen                   | eindklassering |
| --------- | ------------------------ | --------------------------------- | ----------------------------- | -------------- |
| 161       | Tony Martin              | Strijdlustigste renner: 6e etappe | Opgave: 15e etappe            | DNF            |
| 162       | Kevin De Weert           |                                   | Opgave: 11e etappe            | DNF            |
| 163       | Andrew Fenn              |                                   | Gediskwalificeerd: 10e etappe | DNF            |
| 164       | Gianni Meersman          |                                   |                               | 58             |
| 165       | Serge Pauwels            |                                   |                               | 31             |
| 166       | Pieter Serry             |                                   |                               | 50             |
| 167       | Zdeněk Štybar            | Winnaar: 7e etappe                | Opgave: 15e etappe            | DNF            |
| 168       | Guillaume Van Keirsbulck |                                   |                               | 125            |
| 169       | Kristof Vandewalle       |                                   | Opgave: 15e etappe            | DNF            |

### Orica-GreenEdge
| rugnummer | renner            | prestaties deze ronde     | opmerkingen              | eindklassering |
| --------- | ----------------- | ------------------------- | ------------------------ | -------------- |
| 171       | Simon Gerrans     |                           | Niet gestart: 14e etappe | DNS            |
| 172       | Sam Bewley        |                           | Niet gestart: 14e etappe | DNS            |
| 173       | Simon Clarke      |                           |                          | 69             |
| 174       | Baden Cooke       |                           | Opgave: 15e etappe       | DNF            |
| 175       | Mitchell Docker   |                           |                          | 135            |
| 176       | Leigh Howard      |                           |                          | 142            |
| 177       | Christian Meier   |                           |                          | 82             |
| 178       | Michael Matthews  | Winnaar: 5e en 21e etappe |                          | 110            |
| 179       | Wesley Sulzberger |                           | Niet gestart: 5e etappe  | DNS            |

### RadioShack-Leopard
| rugnummer | renner             | prestaties deze ronde                         | opmerkingen              | eindklassering |
| --------- | ------------------ | --------------------------------------------- | ------------------------ | -------------- |
| 181       | Fabian Cancellara  | Winnaar en strijdlustigste renner: 11e etappe | Niet gestart: 18e etappe | DNS            |
| 182       | Matthew Busche     |                                               |                          | 64             |
| 183       | Ben Hermans        |                                               |                          | 61             |
| 184       | Christopher Horner | Winnaar: 3e en 10e etappe                     |                          | 1              |
| 185       | Markel Irizar      |                                               |                          | 86             |
| 186       | Robert Kišerlovski |                                               |                          | 17             |
| 187       | Jaroslav Popovytsj |                                               |                          | 85             |
| 188       | Grégory Rast       |                                               |                          | 77             |
| 189       | Haimar Zubeldia    |                                               | Opgave: 14e etappe       | DNF            |

### Sky Procycling
| rugnummer | renner               | prestaties deze ronde              | opmerkingen        | eindklassering |
| --------- | -------------------- | ---------------------------------- | ------------------ | -------------- |
| 191       | Sergio Luis Henao    |                                    |                    | 28             |
| 192       | Edvald Boasson Hagen | Strijdlustigste renner: 19e etappe |                    | 84             |
| 193       | Dario Cataldo        |                                    |                    | 74             |
| 194       | Vasil Kiryjenka      | Winnaar: 18e etappe                |                    | 73             |
| 195       | Christian Knees      |                                    |                    | 79             |
| 196       | Salvatore Puccio     |                                    | Opgave: 20e etappe | DNF            |
| 197       | Luke Rowe            |                                    | Opgave: 15e etappe | DNF            |
| 198       | Rigoberto Urán       |                                    |                    | 27             |
| 199       | Xabier Zandio        |                                    |                    | 55             |

### Team Saxo-Tinkoff
| rugnummer | renner               | prestaties deze ronde | opmerkingen        | eindklassering |
| --------- | -------------------- | --------------------- | ------------------ | -------------- |
| 201       | Roman Kreuziger      |                       | Opgave: 14e etappe | DNF            |
| 202       | Rafał Majka          |                       |                    | 19             |
| 203       | Michael Mørkøv       | Winnaar: 6e etappe    |                    | 128            |
| 204       | Evgeny Petrov        |                       |                    | 117            |
| 205       | Nicolas Roche        | Winnaar: 2e etappe    |                    | 5              |
| 206       | Chris Anker Sörensen |                       |                    | 18             |
| 207       | Nicki Sörensen       |                       |                    | 100            |
| 208       | Matteo Tosatto       |                       |                    | 115            |
| 209       | Oliver Zaugg         |                       |                    | 37             |

### Vacansoleil-DCM
| rugnummer | renner              | prestaties deze ronde                     | opmerkingen                   | eindklassering |
| --------- | ------------------- | ----------------------------------------- | ----------------------------- | -------------- |
| 211       | Wouter Poels        |                                           | Opgave: 14e etappe            | DNF            |
| 212       | Grega Bole          |                                           |                               | 97             |
| 213       | Thomas De Gendt     |                                           | Gediskwalificeerd: 10e etappe | DNF            |
| 214       | Juan Antonio Flecha | Strijdlustigste renner: 10e en 16e etappe |                               | 44             |
| 215       | Johnny Hoogerland   |                                           | Opgave: 19e etappe            | DNF            |
| 216       | Tomasz Marczyński   |                                           | Niet gestart: 15e etappe      | DNS            |
| 217       | Barry Markus        |                                           | Opgave: 10e etappe            | DNF            |
| 218       | Rafael Valls Ferri  |                                           |                               | 43             |
| 219       | Lieuwe Westra       |                                           | Opgave: 14e etappe            | DNF            |

## Deelnemers per land
| Deelnemers | Land |
| ---------- | --- |
| 38         | Spanje |
| 26         | Italië |
| 21         | België |
| 20         | Frankrijk |
| 12         | Australië |
| 10         | Nederland |
| 7          | Duitsland |
| 6          | Denemarken, Verenigde Staten                                                                                          |
| 5          | Colombia, Polen, Zwitserland                                                                                          |
| 4          | Tsjechië, Rusland |
| 2          | Argentinië, Oostenrijk, Canada, Verenigd Koninkrijk, Ierland, Kazachstan, Nieuw-Zeeland, Portugal, Slovenië, Oekraïne |
| 1          | Wit-Rusland, Estland, Finland, Kroatië, Luxemburg, Noorwegen, Zuid-Afrika                                             |

1e etappe ·
2e etappe ·
3e etappe ·
4e etappe ·
5e etappe ·
6e etappe ·
7e etappe ·
8e etappe ·
9e etappe ·
10e etappe ·
11e etappe ·
12e etappe ·
13e etappe ·
14e etappe ·
15e etappe ·
16e etappe ·
17e etappe ·
18e etappe ·
19e etappe ·
20e etappe ·
21e etappe
Startlijst · Eindstanden · Afbeeldingen